# Nuno Gama
Nuno da Gama ComIH (Azeitão, 22 de abril de 1966) é um estilista português.

## Biografia e carreira
Sobrinho do escritor Sebastião da Gama, Nuno Gama radicou-se no Porto, onde frequentou o curso de moda do CITEX desta cidade. Imediatamente após a conclusão dos estudos, em 1991, inaugurou a sua própria marca, Nuno Gama Têxtil, Lda., e apresentou a primeira colecção no certame Moda Lisboa. Colaborou com algumas empresas têxteis do Norte de Portugal, em áreas tão diversas como tecidos, peles, calçado, confecção de senhora, homem e criança.
Em 1993, ganhou o concurso para criação das fardas dos funcionários dos museus portugueses e, em 1997, para a Portugal Telecom.
Para além de presenças nos eventos nacionais Portugal Fashion e Moda Lisboa, participou em feiras internacionais como o Nouvel Espace, em Paris, e o Gaudí, em Barcelona, e ainda em importantes exposições internacionais (Mode Gitanes, no museu do Louvre, em Paris, e no Hombres de Fraldas, em Madrid), começando a vender para todo o mundo. Em 1996 abriu a primeira de uma cadeia de nove lojas em Portugal, situadas em Lisboa, Porto, Coimbra, Braga e Vilamoura.
Nuno Gama, que se inspira bastante na cultura e tradição portuguesa para criar as suas roupas, tem a sua marca comercializada em quase toda a Europa, assim como nos Estados Unidos, Canadá, Japão, Arábia Saudita, Taiwan, Hong Kong, Angola e Beirute. É também responsável pela imagem de diversos artistas portugueses, como é o caso dos elementos do grupo Delfins e de apresentadores de diversos programas de televisão, tendo, também, criado o guarda-roupa de algumas séries televisivas e de espectáculos da Companhia Nacional de Bailado. Em 2012, a convite da Delegação da Cruz Vermelha no Porto, desenhou uma t-shirt solidária para a campanha I Help with My T-Shirt and You?
Em Outubro de 1998, o ateliê de Nuno Gama, situado na Rua do Almada, em plena Baixa do Porto, sofreu um violento incêndio que destruiu quase todas as colecções criadas em oito anos de actividades e levou ao encerramento da sua cadeia de lojas. No meio da tragédia apenas se salvou uma colecção, que estava no Mercado Ferreira Borges, no Porto, destinada a ser exibida durante o Portugal Fashion.
Em 1996, Nuno Gama ganhou um globo de ouro, na categoria de Personalidade do Ano. Na edição de 2012 dos Fashion Awards Portugal, promovidos  pela Fashion TV Ibérica, foi distinguido com o prémio de Melhor Design de Loja na primeira edição dos Fashion Awards Portugal, promovidos  pela Fashion TV Ibérica .
Para além de peças de vestuário, o estilista já lançou linhas de calçado, de malas e carteiras e de artigos de viagem, assim como uma linha de sportswear destinada aos mais jovens, à qual deu o nome de "Nuno por Nuno Gama". Actualmente, Nuno Gama aposta também na joalharia.
Em Agosto de 2008, Nuno Gama lança o seu site e loja online.
A 9 de Junho de 2015, foi feito Comendador da Ordem do Infante D. Henrique.